# 内海智
内海 智（うつみ とも、1976年11月23日 - ）は、神奈川県横浜市出身のポニーキャニオンのプロデューサー。主にバラエティ・映画・ドラマのDVD・ブルーレイなどを担当。

## 来歴・人物
高校時代に芸人を目指してホリプロのオーデションを受け合格。
1994年 西田征史（現・脚本家、俳優、演出家）とお笑いコンビ「ガラパゴス」を結成。解散後はイベント司会、再現ドラマなどの活動が主となる。
1999年 ポニーキャニオン入社。
2002年 映像制作部配属、バラエティ作品、スポーツ(主にサッカー)のDVDを担当。
2012年 西部警察シリーズをはじめとする石原プロモーション製作作品の初DVD･ブルーレイ化を担当。
2014年、西田征史が原作・脚本・監督の映画『小野寺の弟・小野寺の姉』製作委員会スタッフとして携わり、20年ぶりの再会を果たす。
私生活では2016年に離婚をしていることを自身が担当するバラエティ番組『マスカットナイト』内で告白している。※番組クレジット表記は内海ラービラー（通称；ラビ子）としている。

## 担当作品

### テレビ
- 関根勤5ミニッツ・パフォーマンス（2008年1月9日 - 2008年3月12日）
- 劇団ひとり 夢空間 1DK ～One Dream Keeper～ DVDプロデューサー
- 関根勤5ミニッツ・パフォーマンス2 カンコンキンシアター結成20周年突破記念作品『クドい!』（2009年1月14日 - 2009年3月14日）
- U字工事5ミニッツパフォーマンス（2009年12月6日 - ）
- さりげな教習所（2011年3月6日 - 7月31日 ※20回 ）
- 東北魂TV-THE TOHOKU SPIRIT- （2011年10月 - ） ※第1～3シーズンのみ
- やつらは多分宇宙人!（2011年10月5日 - 2013年3月30日）アシスタントプロデューサー
- イジリー・春日の美人妻いただきます（2015年8月5日 - 2015年10月21日）
- 橋本マナミのお背中流しましょうか?（2016年4月8日 - 2016年6月23日（12回））
- 大阪から世界へ!「百舌鳥・古市古墳群」世界文化遺産への道（2016年6月5日）
- マスカットナイト（2015年10月8日 - 2017年3月30日 第45回以降)　※内海ラービラー
- マスカットナイト・フィーバー!!!（2017年4月6日 - )　※内海ラービラー

### 映画
- 映画「ゴッドタン キス我慢選手権 THE MOVIE」シリーズ（2013年／2014年）担当
- 映画「ハニー・フラッパーズ」・坂口杏里、映画初主演作品（2014年）プロデューサー
- 映画「小野寺の弟・小野寺の姉」（2014年）担当
- 映画「あしたになれば。」（2015年）担当
- 映画「黒蝶の秘密[1]」（2018年）プロデューサー
- 映画「僕らは人生で一回だけ魔法が使える」（2025年）プロデューサー

### CD・DVD・ブルーレイ・ほか
落語
- 立川談志 古典落語特選 DVD-BOX（2003年）
- 三遊亭兼好落語つれづれ シリーズ（2009年～）プロデュース
- 八代目 桂文楽 上・下巻（2009年）
- 「落語の極 ～平成名人10人衆～」 DVDシリーズ（2009年）
- 平成紅梅亭 特選落語会 DVD-BOX（2009年）
- 五代目 三遊亭圓楽 名席集 CD-BOX（2010年）プロデュース
- らくごin六本木DVDシリーズ（2010年）
- 立川談志 落語のピンDVDシリーズ（2010年）DVDプロデュース
- 書籍 「落語紙芝居 古今亭志ん生」シリーズ 火焔太鼓/替り目（2015年）プロデュース

石原プロモーション製作作品  DVD/ブルーレイ 担当
テレビ映画
- 大都会シリーズ
- 浮浪雲
- 西部警察シリーズ
- ただいま絶好調!
- ゴリラ・警視庁捜査第8班
- 代表取締役刑事
- 生命燃ゆ
- 愛しの刑事

劇場映画
- 黒部の太陽
- 栄光への5000キロ
- 富士山頂
- 愛の化石
- ある兵士の賭け
- 甦える大地

恵比寿マスカッツシリーズ
- おねがい!マスカットアハハ編（2009年12月2日）
- おねがい!マスカットウフフ編（2010年1月6日）
- おねだり!!マスカットエヘヘ編（2010年7月21日）
- おねだり!!マスカットオホホ編（2010年9月1日）
- おねだり!!マスカットキャハハ編（2010年10月20日）
- 業界LOVESTORY～だからテレビはおもしろい～（2011年7月20日）
- ちょいとマスカット!クゥクク編（2011年11月2日）
- おねだりマスカットDX!ガハハ編（2011年12月21日）
- おねだりマスカットDX!ケケケ編（2012年3月7日）
- おねマスDVD5年熟成マスカッツ最強幕の内弁当～おいしいところ全部入り～（2013年12月18日）
- 恵比寿★マスカッツ CD「喜怒愛楽」(2017年4月26日)　A&R担当

その他
- おぎやはぎ BEST LIVE 『JACKPOT』（2004年）プロデューサー
- 昭和のいる・こいる ヘーヘーホーホー40年!（2005年）プロデューサー
- 北野ファンクラブ DVDシリーズ（2007年）DVDプロデュース
- ビートたけしのつくり方 DVDシリーズ（2007年）DVDプロデュース
- 浅草キッドの「浅草キッド」 （2007年）DVDプロデュース
- たけしのコマ大数学科 DVDシリーズ（2008年～）
- 西田征史 第１回監督作品「キキコミ」（2008年8月29日）DVDプロデュース
- 弾丸ジャッキー単独ライブ『月面大戦争』（2009年）
- イワイガワ単独ライブ『オイルショック』（2010年）
- 本当にあった怨霊恐怖動画 シリーズ プロデューサー
- コサキンDEラ゛ジオ゛!グレ盤／クロ盤 （2011年）DVDプロデュース
- たけしの等々力ベース DVD-BOX（2012年）
- FNS27時間テレビ「ビートたけし中継」Presents 火薬田ドン物語(仮)（2013年）
- おぎやはぎの愛車遍歴 NO CAR, NO LIFE!DVD-BOX②（2013年）DVD-BOX③（2014年）DVDプロデュース
- 名車再生!クラシックカー・ディーラーズ （2014年）DVDプロデューサー
- 馬鹿よ貴方は -第4回単独ライブ-（2015年）DVDプロデューサー
- OLですが、キャバ嬢はじめました（2017年）DVDプロデュース
- 「THE フィッシング」静岡 伊豆･駿河湾編／沖縄編／山梨 富士山を望む、湖･川編（2017年）企画プロデュース